# 메탈슬러그 세컨드 미션
《메탈슬러그 세컨드 미션》은 2000년에 출시된 비디오 게임이다.

## 특징
캐릭터 마다 목적이 달라 진행 미션과 같은 장소에서 입수하는 무기가 다르고 스테이지도 조금씩 다르다. 플레이어블 캐릭터중 김렛의 경우 메탈슬러그 디펜스와 어택에서 그래픽이 타마의 스프라이트 기반으로 재활용되고 레드아이의 경우 피오의 스프라이트 기반으로 재활용됐다.

## 달라진점

### 슬러그
슬러그 서브 라는 잠수함이 등장한다.파괴되면 다른 미션을 해야 된다.

#### 슬러그 어택
슬러그 어택이 생겼다. 전작에서는 메탈슬러그가 파괴되면 감옥에 갔지만 그냥 플레이하고 다음 스테이지도 조금 달라진다.

### 마즈인
마지막에 배신 하지 않는다

### 컴뱃 스쿨
여기서는 일종의 옵션이다. 난이도나 키설정, 구출한 포로를 볼 수 있고 전체 포로수인 100명을 구하면 계급을 올릴 수 있다. 나올때는 지금까지 껜 미션을 볼 수 있어 앞으로 께야할 미션을 볼 수 있다.

### 숨겨진 모드

#### 히든 캐릭터
38개의 스테이지 전부를 클리어하면 가능하다.

#### 대마왕 모드
100명의 포로를 구하면 계급이 대마왕이 된다. 대마왕은 칼로 모든 적을 공격 가능하지만, 수류탄 외에는 공격이 불가능하고 체력도 1칸이 된다. 선택하려면 레버를 밑으로 향하면서 캐릭터를 선택하면 된다.